# Malawis herrlandslag i fotboll
Malawis herrlandslag i fotboll representerar Malawi i fotboll för herrar och kontrolleras av Malawis fotbollsförbund. Laget kallas för flammorna. Första landskampen spelades den 1957 (som Nyasaland), och förlorades med 0-5 hemma mot Nordrhodesia. Laget har aldrig tagit sig till VM i fotboll.
Deras bästa prestation var när de vann bronsmedaljen 1987 i Allafrikanska spelen.
Den malawiske landslagsmannen Russell Mwafulirwa spelade 2008 i IFK Norrköping. 1984 spelade Malawi sitt första afrikanska mästerskap. Malawi kom sist i gruppen. Man förlorade med 0-3 mot Algeriet och 0-1 mot Ghana men fick 2-2 mot Nigeria.
2010 var Malawi med igen och hamnade i grupp A med Algeriet, Angola och Mali. Malawi fick en perfekt start då man slog Algeriet med 3-0. I nästa match förlorade man dock mot Angola som vann med 0-2. Nu hade Malawi ändå en bra chans till kvartsfinal om man slog Mali. Oavgjort skulle också räcka om matchen mellan Angola-Algeriet slutade med en angolansk vinst eller oavgjort. Malawi var ändå chanslösa och förlorade med 1-3 och slutade sist i gruppen även om man gjorde en bra turnering.

## VM facit
- 1930 till och med 1974 - Deltog inte
- 1978 till och med 1990 - Kvalificerade sig inte
- 1994 - Drog sig ur
- 1998 till 2018 - Kvalificerade sig inte

## Facit frånAfrican Nations Cup
- 1957 till 1974  - Ställde inte upp
- 1976 - Kvalificerade sig inte
- 1978 - Kvalificerade sig inte
- 1980 - Deltog inte
- 1982 - Kvalificerade sig inte
- 1984 - Åkte ut i gruppspelet
- 1986 - Kvalificerade sig inte
- 1988 - Deltog inte
- 1990 - Kvalificerade sig inte
- 1992 - Deltog inte
- 1994 till 2006 - Kvalificerade sig inte
- 2010 - Åkte ut i gruppspelet
- 2012 till 2015- Kvalificerade sig inte